# Andrena tobiasi
Andrena tobiasi är en biart som beskrevs av Osytshnjuk 1983. Andrena tobiasi ingår i släktet sandbin, och familjen grävbin. Inga underarter finns listade i Catalogue of Life.